# Methanosarcina acetivorans
Methanosarcina acetivorans és una mena d'arquea de l'ordre metanosarcinals. És un metanogen versàtil que es troba en ambients tan diferents com en pous de petroli, abocadors de residus, fonts hidrotermals abissals i sediments no oxigenats sota llits de kelps. Només M. acetivorans i microorganismes del gènere Methanosarcina utilitzen indistintament les tres rutes conegudes de la metanogènesi. Les methanosarcinals, incloent M. acetivorans, són, doncs, els únics arqueus capaços de formar colònies multicel·lulars i fins i tot mostrar diferenciació cel·lular. El genoma de M. acetivorans és un dels majors de tots els del domini archaea.
El 2006, James G. Ferry i Christopher House van descobrir que M. acetivorans utilitzen una ruta metabòlica desconeguda fins ara per metabolitzar monòxid de carboni produint metà i àcid acètic usant enzims ben coneguts com la fosfotransacetilasa (PTS) i acetat quinasa (ACK). Aquesta ruta és sorprenentment simple i va ser proposada per Ferry i House com potser la primera ruta metabòlica utilitzada pels microorganismes primordials. Entre altres teories sobre el metabolisme primordial hi ha la teoria heterotròfica i la teoria quimioautotròfica, però totes dues han rebut crítiques per ser massa complexes per haver sorgit espontàniament.
No obstant això, en presència de minerals que contenen sulfurs de ferro, tal com es van haver de trobar als sediments dels ambients primordials, l'acetat seria convertit catalíticament en acetat de tioèster, que és un derivat que conté sofre. Els microbis primitius podien obtenir energia bioquímica en forma d'adenosin trifosfat (ATP) convertint novament els acetats de tioèster en acetat utilitzant la PTS i l'ACK, el qual novament es convertirà en acetat de tioèster per completar el procés. En un ambient així, una protocèl·lula primitiva podria fàcilment produir energia a través d'aquesta ruta metabòlica, excretant acetat com a producte de rebuig. És més, l'ACK catalitza la síntesi d'ATP directament. Altres rutes generarien energia a partir de l'ATP només a través de complexes reaccions multienzimàtiques en què intervenen bombes i gradients quimioosmòtics a través de membrana.